# Hajdar Salihu
Hajdar Salihu (ur. 1950 w Batushy, zm. 16 grudnia 1995) – kosowski albanista i orientalista specjalizujący się w arabistyce.

## Życiorys
Ukończył szkołę średnią w Djakowicy i następnie studia na Wydziale Języka i Literatury Albańskiej Uniwersytetu w Prisztinie.
Przez kilka lat pracował jako nauczyciel w szkołach w miejscowościach Kralan, Molliq i Deçan. W 1987 rozpoczął pracę w Teatrze Ludowym w Djakowicy.

## Publikacje[2]
- Poezia e bejtexhinjve[1]
- Udha e ditës së nesërme (1990)
- Jerina dhe helmi (1994)
- Raport për jetën paralele (1994)
- Stina e mjegullës (1999, wydanie pośmiertne)
- Baladë për kthimin e nizamëve (2005, wydanie pośmiertne)

## Życie prywatne
Miał brata, Jashara Salihu, który był żołnierzem UÇK.